# دوراند سكوت
دوراند سكوت (بالإنجليزية: Durand Scott)‏ مواليد 22 فبراير 1990 في نيويورك، هو لاعب كرة سلة أمريكي. بدأ مسيرته الاحترافية في سنة 2013. يلعب مع نيو باسكت برينديزي في ليغا باسكيت الدرجة الأولى. يحمل الرقم 2.

## المسيرة الاحترافية
لعب مع أوبرادويرو لكرة السلة في الدوري الإسباني في موسم 2013–2014، ثم لعب مع نيو باسكت برينديزي في الدوري الإيطالي في موسم 2015–2016.

## روابط خارجية
- دوراند سكوت على موقع سبورتس رفرنس (الإنجليزية)
- دوراند سكوت على موقع الدوري الإسباني لكرة السلة (الإسبانية)
- دوراند سكوت على موقع كرة السلة الأوروبية.كوم (الإنجليزية)
- دوراند سكوت على موقع كلية كرة السلة في سبورتس رفرنس.كوم (الإنجليزية)
- دوراند سكوت على موقع ريلجم (الإنجليزية)
- دوراند سكوت على موقع بروبوليرز (الإنجليزية)
- دوراند سكوت على موقع سبورتس رفرنس (الإنجليزية)
- دوراند سكوت على موقع سبورتس رفرنس (الإنجليزية)